# Notaeolidia
Notaeolidia Eliot, 1905 è un genere di molluschi nudibranchi endemico dell'Antartide. È l'unico genere della famiglia Notaeolidiidae.

## Descrizione
Le specie di questo genere posseggono una radula simile a quella del genere Flabellina ma oltre al dente centrale presenta da due a sei denti più piccoli per lato. Altra caratteristica distintiva è la disposizione dei cerata in file longitudinali sui margini dell'ampio mantello.

## Tassonomia
Il genere comprende le seguenti specie:
- Notaeolidia depressa Eliot, 1905
- Notaeolidia gigas Eliot, 1905
- Notaeolidia schmekelae Wägele, 1990

In passato venivano riconosciute altre 5 specie (N. rufopicta, N. robsoni, N. subgigas, N. alutacea, N. flava) oggi poste in sinonimia con N. depressa.